# Orłów Drewniany
Orłów Drewniany – wieś w Polsce położona w województwie lubelskim, w powiecie krasnostawskim, w gminie Izbica.
Orłów znajduje się w dolinie rzeki Wolica, na terenie bioregionu Działów Grabowieckich, oraz Skierbieszowskiego Parku Krajobrazowego.
W latach 1975–1998 miejscowość administracyjnie należała do województwa zamojskiego.
Wieś stanowi sołectwo gminy Izbica. Według Narodowego Spisu Powszechnego (III 2011 r.) wieś liczyła 350 mieszkańców.
Wierni Kościoła rzymskokatolickiego należą do parafii św. Kajetana w Orłowie Murowanym.

## Historia
Orłów Drewniany był niegdyś połączony z sąsiednim Orłowem Murowanym. Dobra te należały do hrabiego Kajetana Jana Kantego Kickiego, który umierając zapisał je (1878 r.) Towarzystwu Osad Rolnych. Wolą Kickiego, miały w ten sposób powstać liczne instytucje mające na celu oświatę, dobrobyt oraz umoralnienie ludności wiejskiej w samych dobrach i w ich okolicy. Zapis testamentu został zatwierdzony w 1881 r., jednak nie został nigdy w pełni zrealizowany. W ówczesnym czasie w skład dóbr Orłów Drewniany wchodziły wsie Orłów Drewniany, Dworzyska, Topola, Wólka Orłowska i Wał oraz kilka folwarków.
W 1827 r. Orłów Drewniany miał 21 domostw i 187 mieszkańców, natomiast w 1886 r. wieś liczyła 34 domostwa i 289 mieszkańców, w tym 22 Żydów.

## Hitlerowskie zbrodnie na mieszkańcach Orłowa

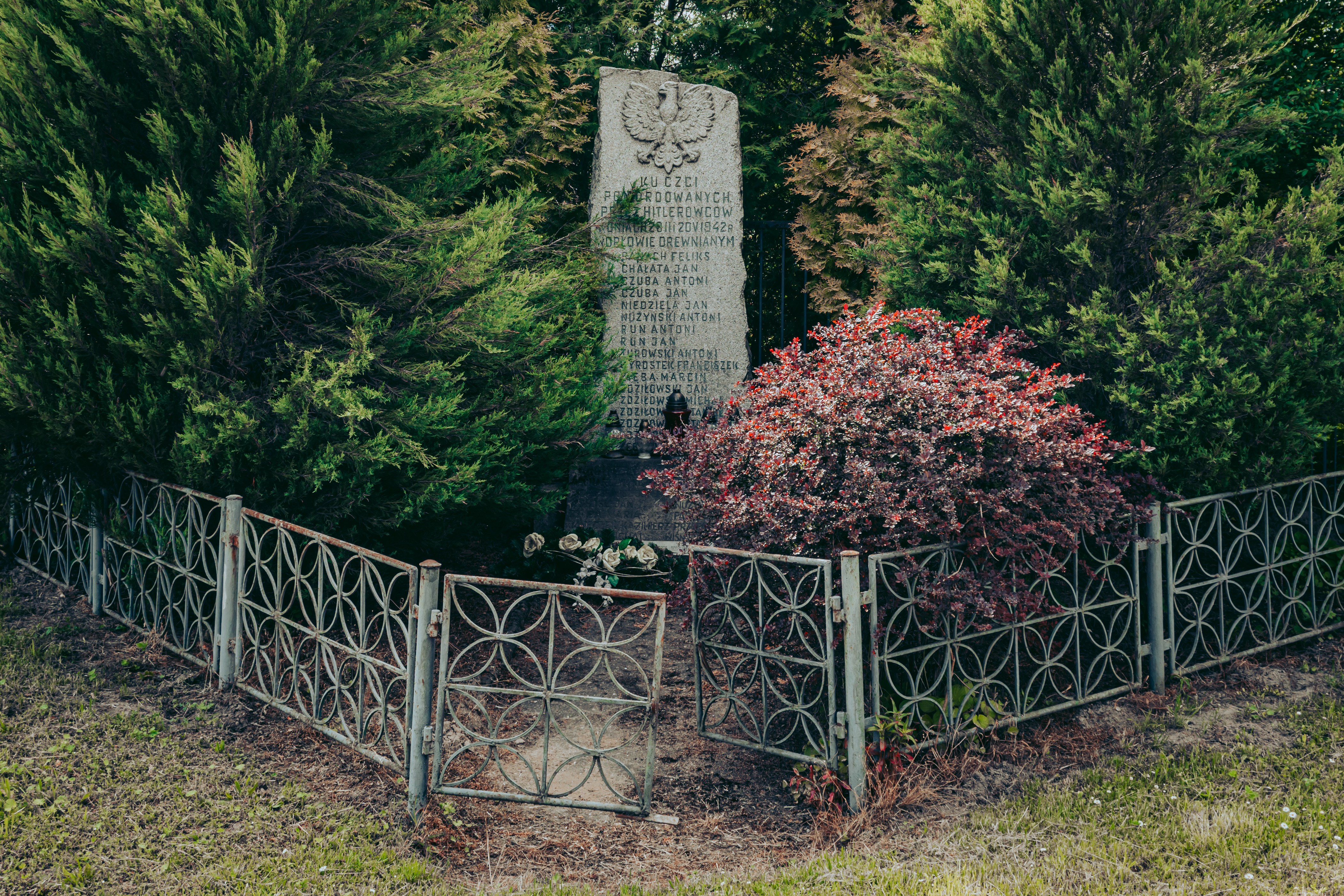
Pomnik ku pamięci mieszkańców Orłowa zamordowanych w 1942 r. przez niemieckiego okupanta.

W czasie II wojny światowej Niemcy dokonali pacyfikacji wsi oraz licznych rozstrzeliwań. Dnia 28 lutego 1942 r., ok. godz. 13 żandarmi niemieccy otoczyli wieś i wszystkich mieszkańców spędzili na skrzyżowanie dróg. Mężczyzn ustawiono w szeregu, po czym wybrano 14, do których dołączono 8 Żydów. Całą grupę rozstrzelano za udzielenie pomocy partyzantom oraz sabotaż dokonany na szkodę okupanta.
Następnie, 20 maja 1942 r. hitlerowcy wraz z oddziałem ukraińskim po raz drugi otoczyli wieś. Podobnie jak poprzednio spędzono mieszkańców, po czym wybrano 8 mężczyzn, których rozstrzelano. Kolejnych 27 mężczyzn powiązanych paskami zapędzono do pobliskich Kryniczek, gdzie rozegrała się podobna tragedia.
Na pamiątkę tych wydarzeń mieszkańcy wsi Orłowa Drewnianego i Orłowa Murowanego ufundowali pomnik ku czci pomordowanych. Uroczyste odsłonięcie pomnika miało miejsce 5 września 1965 roku.